# Brunbandat sälgfly
Brunbandat sälgfly (Orthosia opima) är en fjärilsart som beskrevs av Jacob Hübner 1827. Arten ingår i släktet Orthosia och familjen nattflyn. Arten är reproducerande i Sverige. Inga underarter finns listade i Catalogue of Life.
Brunbandat sälgfly förekommer från centrala och norra Europa österut till Centralasien. I väster och norr förekommer den från Frankrike, i Storbritannien och norrut till södra Skandinavien, i söder från Alperna och norrut till Balkanhalvön. 

## Bildgalleri

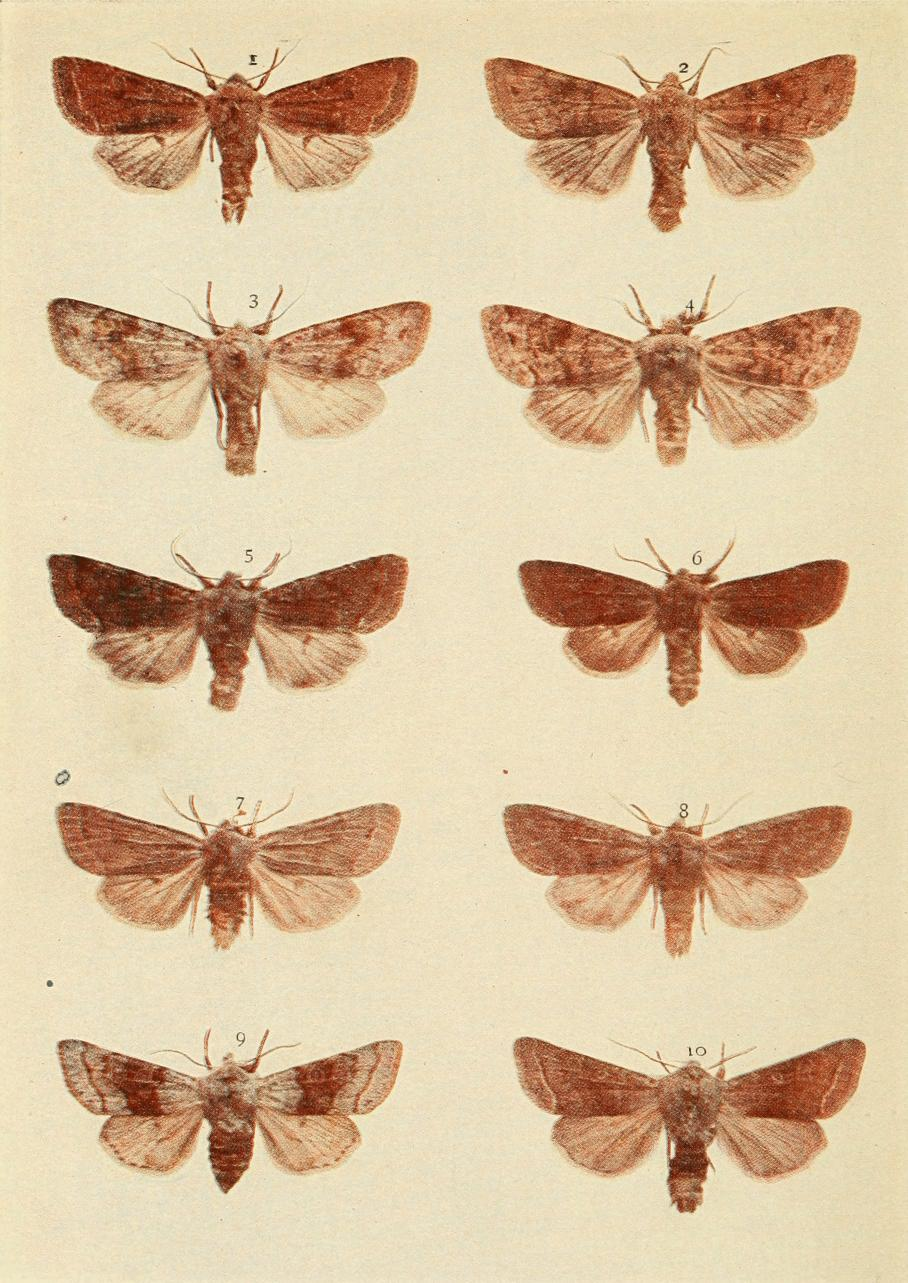
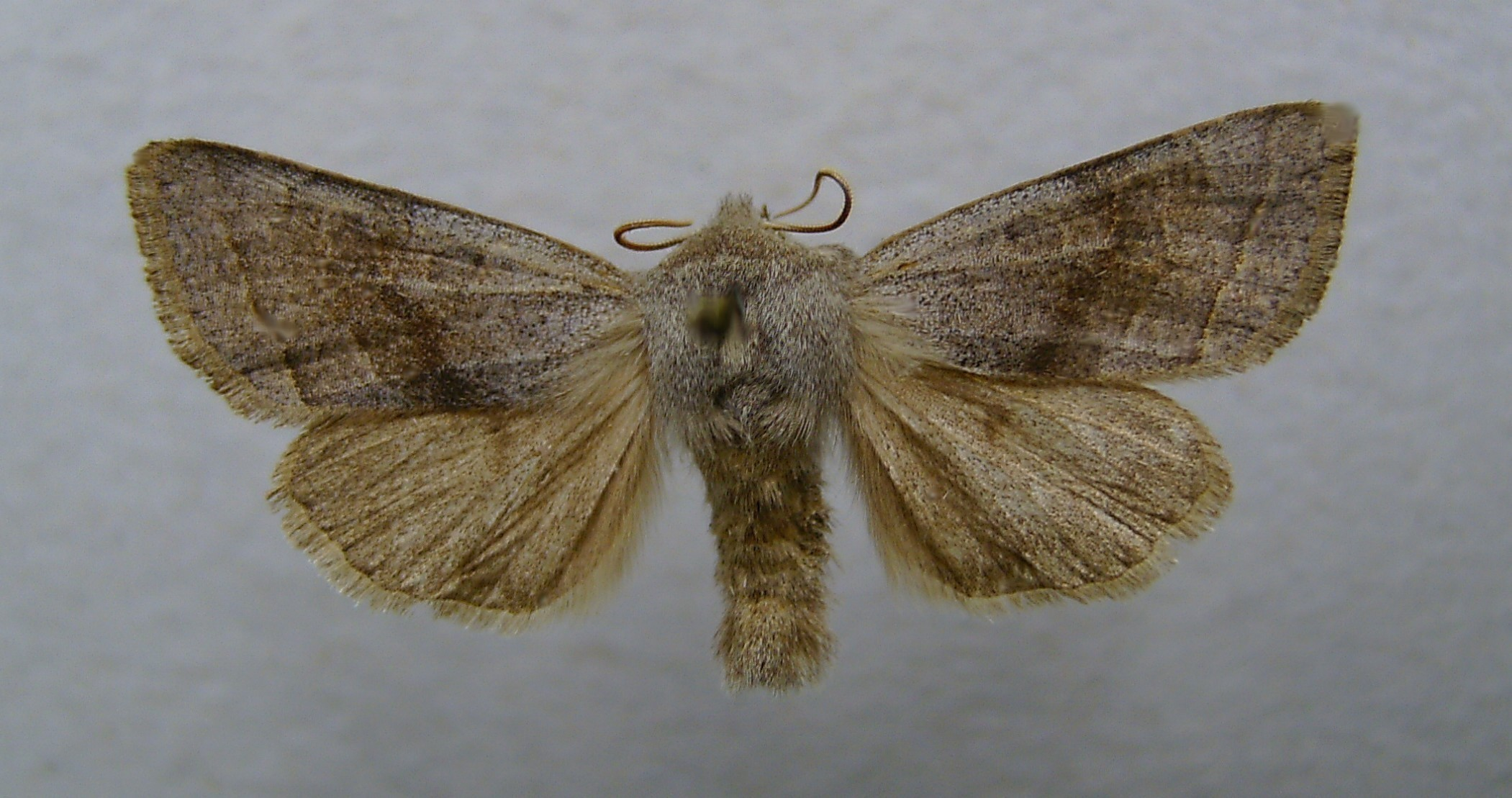
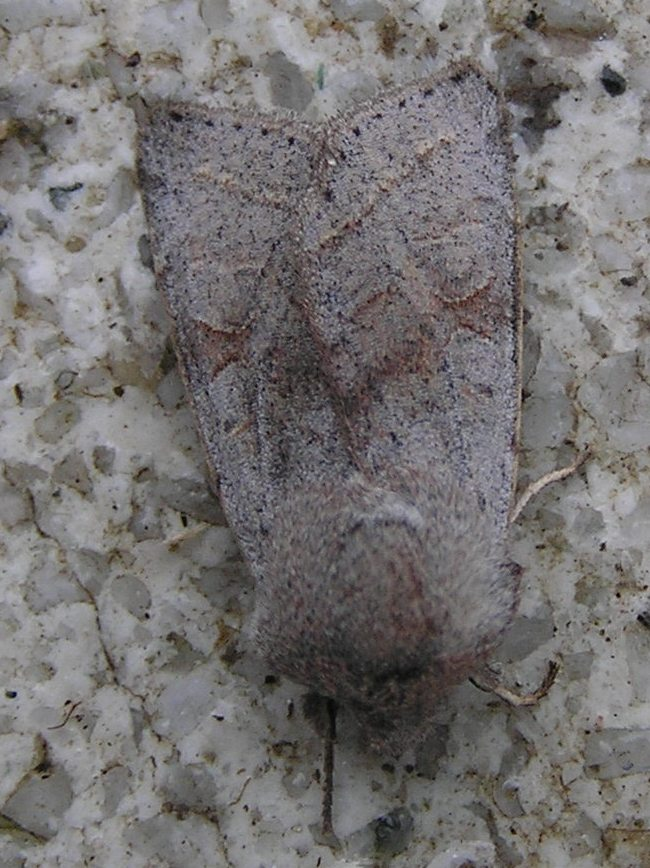